# Stringer Davis
James Buckley Stringer Davis, född 4 juni 1899 i Birkenhead, Merseyside, död 29 augusti 1973 i Chalfont St Giles, Buckinghamshire, var en brittisk skådespelare.

## Roller i urval
- 1948 – Miranda, sjöjungfrun
- 1956 – Han gav sig aldrig
- 1957 – Panik på kapplöpningsbanan
- 1957 – Världens minsta show
- 1959 – Dina pengar är mina pengar
- 1961 – 4.50 från Paddington
- 1962 – Hotel International
- 1963 – Det är fult att mörda
- 1963 – Mord, sa hon
- 1963 – Musen på månen
- 1964 – Snusdosan
- 1965 – Den mystiska blondinen
- 1967 – Arabella